# Юдин, Кузьма Ефимович
Кузьма Ефимович Юдин (12 ноября 1914, Рязанская губерния — апрель 1945) — участник Великой Отечественной войны, полный кавалер ордена Славы, командир отделения разведки 849-го артиллерийского полка, старшина — на момент представления к награждению орденом Славы 1-й степени.

## Биография
Родился 12 ноября 1914 года в селе Мелехово Касимовского уезда Рязанской губернии (ныне Чучковского района Рязанской области). Окончил 4 класса. Трудился в колхозе.
В 1934—1936 годах проходил срочную службу в Красной Армии. Член ВКП(б) с 1934 года. В июле 1941 года вновь призван в Красную Армию Котласким райвоенкоматом Архангельской области. В боевых действиях Великой Отечественной войны с августа 1941 года. Воевал на Ленинградском, Волховском, Воронежском, 1-м и 2-м Украинских фронтах. В декабре 1941 года старший сержант Юдин тяжело ранен. Член ВКП с 1944 года. К весне 1944 года старший сержант Юдин — командир отделения разведки 849-го артиллерийского полка 294-й стрелковой дивизии.
5 марта 1944 года в бою под деревней Рыжановка старший сержант Юдин, находясь в боевых порядках пехоты, обнаружил наблюдательный пункт и огневую точку противника, которые затем были накрыты огнём. При форсировании реки Днестр в течение 3 суток под бомбежкой обеспечивал переправу наших стрелковых подразделений и техники.
Приказом от 8 мая 1944 года старший сержант Юдин Кузьма Ефимович награждён орденом Славы 3-й степени.
27 марта 1944 года в бою за село Долотоя во время налета вражеской авиации спас конную упряжку с боеприпасами. В бою у населенного пункта Петрешти обнаружил крупнокалиберный пулемет, который был подавлен. Одним из первых переправившись через реку Прут, корректировал огонь батареи, которая поддерживала наступавшую пехоту.
Приказом от 15 ноября 1944 года награждён орденом Славы 2-й степени.
В подготовительный период наступления на Сандомирском плацдарме и при преследовании противника старшина Юдин, исполнял обязанности командира взвода разведки штабной батареи полка. В боях 9-12 января 1945 года вместе с бойцами отделения обнаружил 9 минометных батарей, 2 наблюдательных пункта противника, данные о которых были своевременно сообщены командованию.
18 января во главе отделения в числе первых вышел на государственную границу Германии в 15,5 км юго-западнее населенного пункта Велюнь. Четко и своевременно организовал разведку противника и, участвуя в рукопашном бою, лично уничтожил 5 немцев и 8 взял в плен. 27 января в районе деревни Закрац под сильным ружейно-пулеметным и артиллерийским обстрелом выявил 2 артиллерийские батареи, 4 пулемета и 2 самоходных орудия в засаде. По переданным данным был открыт огонь, и цели уничтожены. За эти бои был представлен к награждению орденом Славы 1-й степени.
В апреле 1945 года в боях за город Берлин пропал без вести.
Указом Президиума Верховного Совета СССР от 15 мая 1946 года за образцовое выполнение заданий командования в боях с захватчиками старшина Юдин Кузьма Ефимович награждён орденом Славы 1-й степени. Стал полным кавалером ордена Славы.
Награждён орденами Красной Звезды, Славы 3-х степеней, медалью «За отвагу».